# Швармштедт
Швармштедт (нем. Schwarmstedt) — община в Германии, в земле Нижняя Саксония.
Входит в состав района Зольтау-Фаллингбостель. Подчиняется управлению Швармштедт. Население составляет 5210 человек (на 31 декабря 2010 года). Занимает площадь 29,92 км².
Коммуна подразделяется на 3 сельских округа.